# أريدي منجلي
أريدي منجلي (الاسم العلمي:Aerides falcata) هو نوع من النباتات يتبع جنس الأريدي من الفصيلة السحلبية.